# Déchet d'abattoir
Les déchets d’abattoir sont des sous-produits agricoles valorisés comme engrais, amendement et pour l'alimentation animale. Il s'agit des morceaux des carcasses bouchères qui sont impropres à l'alimentation humaine. Ces « déchets » proviennent essentiellement des abattoirs, des boucheries et parfois des fermes quand ils ne sont pas compostés directement sur place.